# Сао Пхым
Со Пхим (кхмер. សោ ភឹម; 1925 — 3 июня 1978) — камбоджийский революционер и полевой командир Красных кхмеров. Постоянный член Компартии Кампучии (1960—1978), начальник Восточной зоны Камбоджи (Демократической Кампучии). Вскоре после начала вьетнамского вторжения в 1978 году был обвинен в государственной измене и казнен по приказу Пол Пота.

## Биография
Родился около 1925 года на востоке Камбоджи. Карьеру военного начала еще во французской армии, в конце 1940 года примкнул к движению Кхмер Иссарак.
В августе 1951 года стал одним из пяти основателей КНРП, которая в 1966 году была переименована в Коммунистическую партию Кампучии.
В 1960 году избран в ЦК Партии трудящихся Кампучии, спустя три года стал его постоянным членом. Занимал четвертое или пятое место в партийной лестнице. Со Пхим был единственным членом ЦК, имевший крестьянское происхождение.
После победы красных кхмеров стал генералом и командующим Восточной военной зоной. Принимал участие в агрессии против Вьетнама.
В мае 1978 года вместе с Хенг Самрином поднял вооружённое восстание против режима Пол Пота, которое было достаточно быстро и жестоко подавлено. Хенг Самрин сумел бежать во Вьетнам, а Со Пхим, находясь в окружении полпотовсими войсками, покончил жизнь самоубийством.

Его жена и дети были захвачены и убиты.
После казни Со Пхима начальником зоны стал Нуон Чеа.